# Арань, Янош
Я́нош А́рань (венг. Arany János; 2 марта 1817, Надьсалонта, Австрийская империя — 22 октября 1882, Будапешт, Австро-Венгрия) — венгерский поэт.

## Биография
Янош Арань — трансильванский венгр. Родился Янош в кальвинистской (реформатской) семье обедневших дворян-гайдуков. Ещё в детстве написал первые стихи на венгерском и на латыни (которую выучил в совершенстве). Чтобы родители смогли выбиться из нужды, Янош в 14 лет пошёл работать помощником учителя.
В 1833 году Арань посупил в Реформатский университет в Дебрецене, где изучил немецкий и французский языки, — но внезапно покинул студенческую скамью, прибившись к странствующей актёрской труппе.
Позднее Арань овладел английским языком. Работал нотариусом. Литературный успех пришёл к Араню в 1846 году, когда было опубликовано его первое поэтическое произведение «Потерянная конституция» (венг. Elveszett alkotmány). В том же году была закончена наиболее известная поэма Араня «Толди», за которую он был удостоен премии Общества Кишфалуди. Поэма, посвящённая Миклошу Толди, народному герою Венгрии, способствовала росту национального самосознания.
Во время революции 1848—1849 годов Арань вступил в Национальную гвардию, стал другом Шандора Петёфи, создал несколько патриотических стихотворений и баллад. После капитуляции революционных войск генерала Гёргеи и подавления восстания Арань был вынужден некоторое время скрываться, сначала в лесу, затем - тайно проживая в собственном доме и каждую ночь ожидая ареста или необходимости побега (до такой степени, что, по воспоминаниям, вынужден был поначалу постоянно спать в одежде). В 1851 году Арань переехал в Надькёрёш, где смог занять место учителя.
С 1860 года возглавлял Общество Кишфалуди и основал литературный журнал «Szépirodalmi Figyelő», ставший впоследствии важным литературным критическим изданием Венгрии. Участвовал в переводах сочинений Шекспира на венгерский язык.
Вернувшись в Будапешт, был награждён в 1867 году академической премией Надашди за историческую поэму «Смерть Буды» (венг. Buda halála) — о брате гуннского короля Аттилы, сложившем голову в поединке с последним.
Позднее был избран пожизненным секретарём Венгерской академии наук.
К 1877 году отошёл от общественной жизни и писал преимущественно лирические или эпические произведения. В продолжение первой поэмы о Толди в 1854 году вышла вторая часть трилогии — «Вечер Толди», а в 1879 году — «Любовь Толди».
Перевёл на венгерский язык три драмы Шекспира: «Сон в летнюю ночь», «Гамлет» и «Король Джон», ставшие самыми хорошими переводами этих произведений на венгерский язык. Также помогал другим венгерским переводчикам своими комментариями и переводил произведения Аристофана, Михаила Лермонтова, Александра Пушкина и Мольера.
Похоронен на будапештском кладбище Керепеши. Памятник Яношу Араню установлен у входа в Венгерский национальный музей. Сын Яноша Араня Ласло также стал поэтом.